# Abdoulaye Demba
Abdoulaye Demba (Anversa, 2 novembre 1976) è un ex calciatore maliano, di ruolo centrocampista.

## Carriera

### Club
Ha giocato nel campionato belga, emiratino, francese, greco e marocchino.

### Nazionale
Con la Nazionale maliana ha partecipato alla Coppa d'Africa nel 2004.